# Scars (Thora)
Scars è un album studio del gruppo musicale tedesco Thora, pubblicato nel 2010.

## Tracce
1. Scars – 3:53
2. Mister Devil – 3:05
3. Waiting For The Flood – 4:35
4. Gothic Doom – 4:19
5. We March And You Run – 3:44
6. Somebody's Truth – 3:16
7. Chamber of Dreams – 5:29
8. Holy Pictures of the Dead – 3:37
9. Busy in Hell – 4:19
10. Into The Abyss – 3:34

## Formazione
- Tommy Tom - voce
- Ireneusz Henzel - chitarra
- Will Tümmers - basso
- Janusz Korzeń - batteria